# Platz der Deutschen Einheit (Wiesbaden)

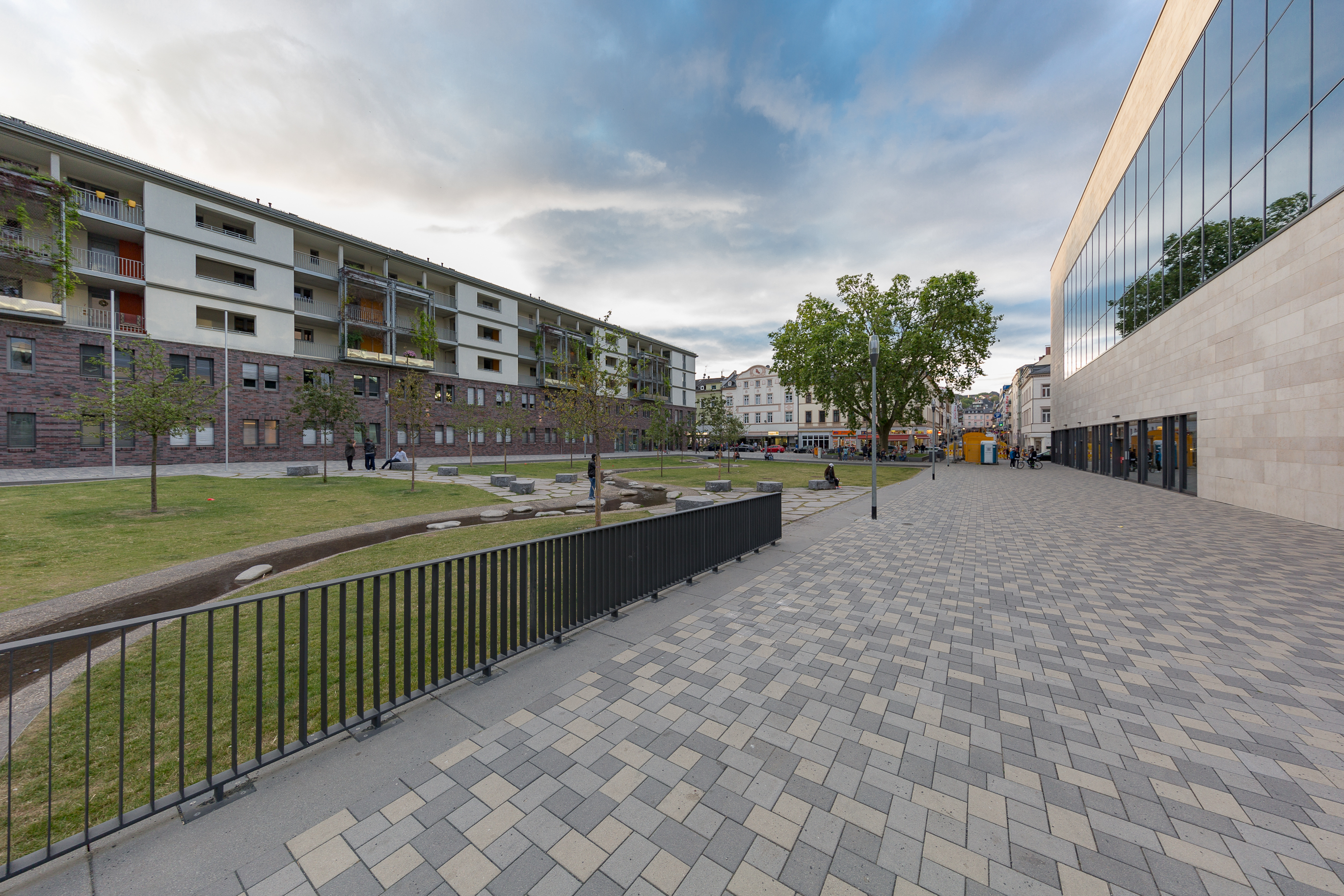
Der Platz der Deutschen Einheit mit dem offengelegten Bachlauf 2016

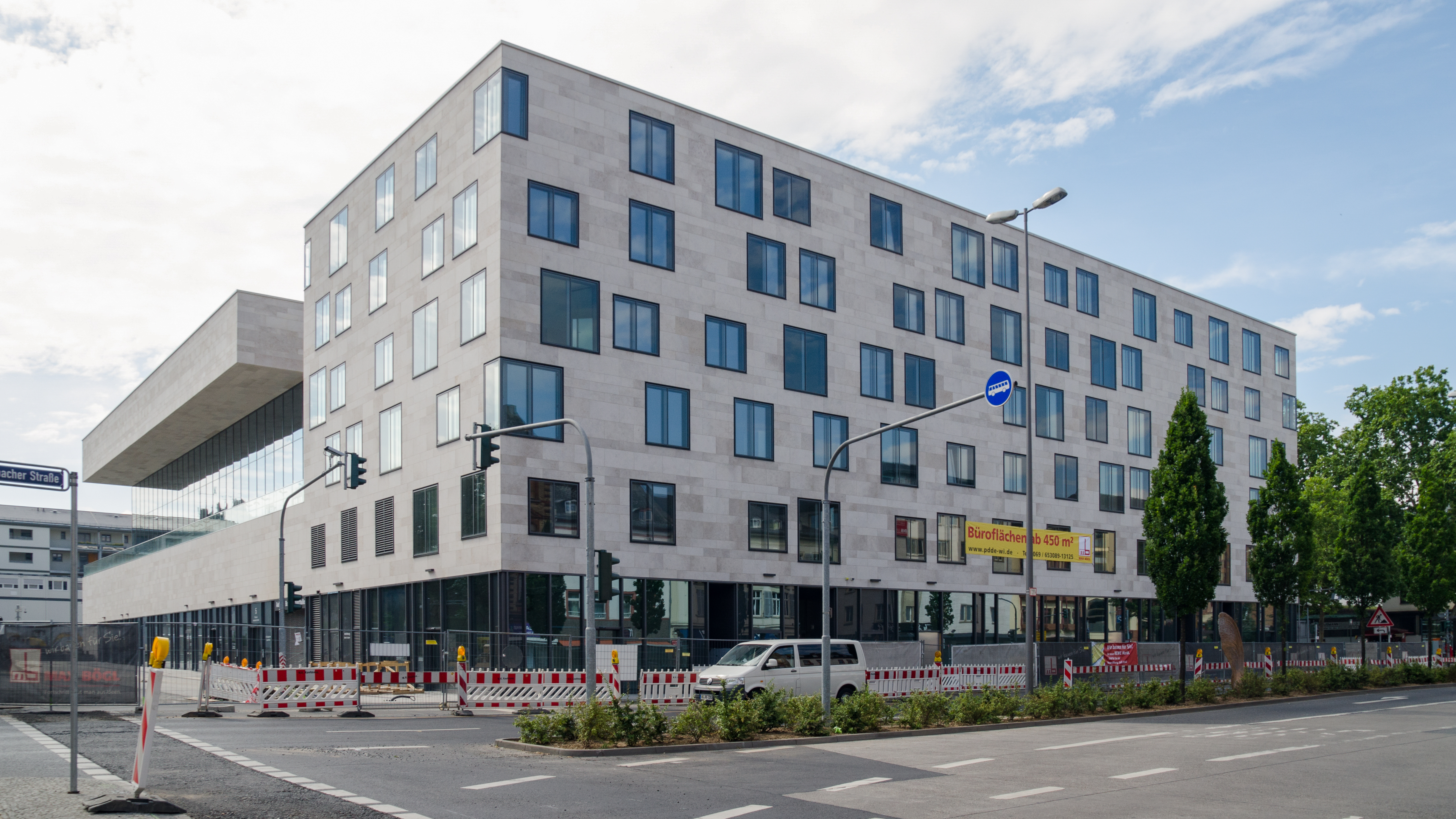
Sporthalle am Platz der Deutschen Einheit 2014

Der Platz der Deutschen Einheit, ehemals Boseplatz, liegt in Wiesbaden-Westend an der Kreuzung zwischen der Schwalbacher Straße und der Bleichstraße. Er wurde bis Ende 2010 vorwiegend vom Öffentlichen Personennahverkehr benutzt. Seit 2014 steht hier eine Sporthalle mit einem Wohn- und Geschäftshaus an der Schwalbacher Straße. Dadurch liegt der nunmehr verkehrsfreie Platz im Westen und Süden der Sporthalle. An den Platz grenzen im Süden das Wiesbadener Gymnasium Elly-Heuss-Schule, im Westen das Polizeirevier und im Norden die Bleichstraße, an deren östlichen Ende der Faulbrunnenplatz liegt. Der zunächst eingeebnete, 2017 wieder freigelegte Faulbrunnen ist die einzige kalte (14 °C) Heilwasserquelle Wiesbadens.

## Namensgebung
Ursprünglich hieß der Platz Boseplatz, nach dem preußischen General Julius von Bose. Infolge des Volksaufstandes am 17. Juni 1953 in der DDR wurde er im Juni 1958 in Platz der Deutschen Einheit umbenannt, in der allgemeinen Hoffnung, dass es wieder ein Gesamtdeutschland aus der Bundesrepublik und der DDR geben würde.
Der Bereich zwischen dem Polizeirevier und der neuen Sporthalle wird auch Quartiersplatz genannt; der Bereich zwischen Elly-Heuss-Schule und Sporthalle wird als Stadtplatz bezeichnet.

## Nutzung und Umgebung

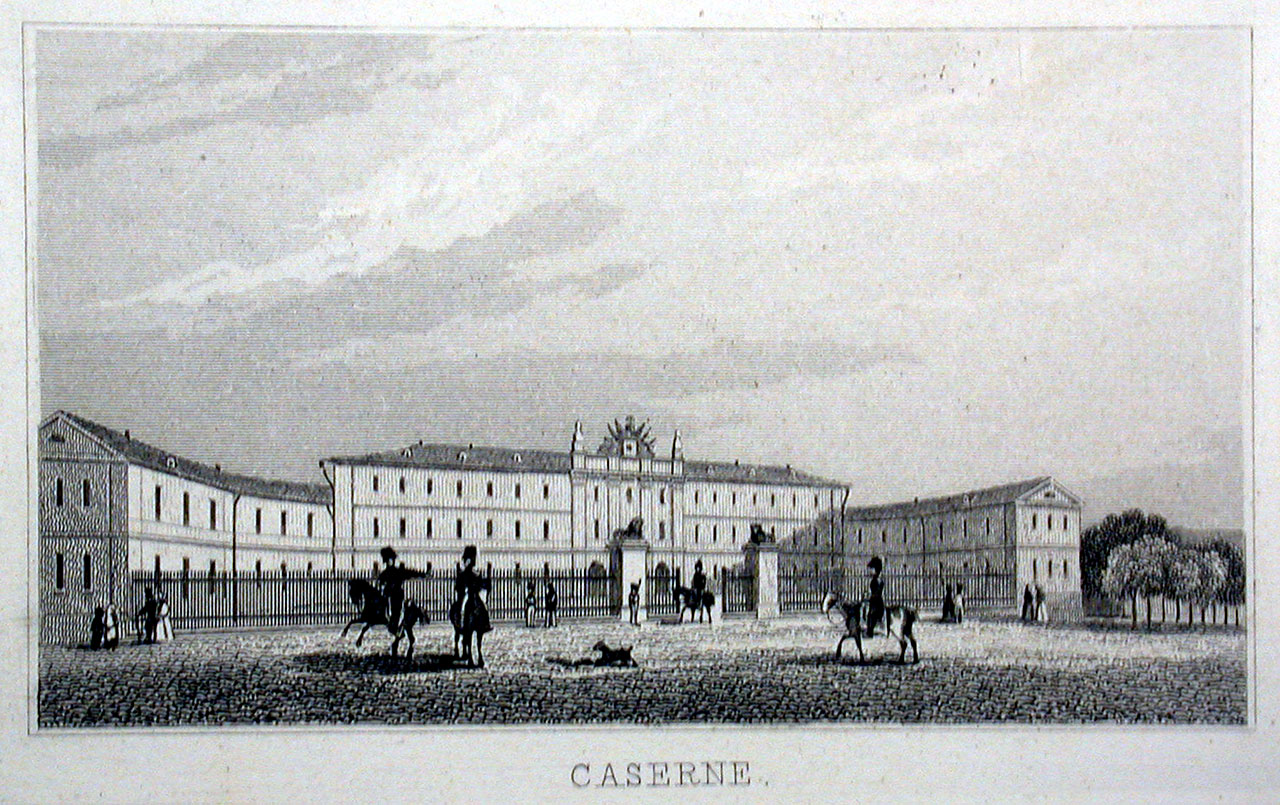
Die Infanteriekaserne von 1819 gegenüber der Friedrichstraße

1816 bis 1819 entstand auf dem bis dahin unbebauten Gelände westlich der Schwalbacher Straße die Herzoglich Nassauische Infanteriekaserne, die vom Nassauischen Bauinspektor und späteren Landesbaumeister Carl Florian Goetz entworfen worden war. Das symmetrische Gebäude lag mit seiner Mittelachse auf der Linie der Friedrichstraße und bildete damit ihren Abschluss. Das Kasernengelände wurde in späteren Jahren um weitere Gebäude ergänzt, das südlich bis zur Dotzheimer Straße, westlich etwas über die Höhe der Helenenstraße hinaus reichte und nördlich von der Bleichstraße begrenzt wurde. 
1906 wurde die Linie 7 der Straßenbahn Wiesbaden eröffnet, die bis zum Dotzheimer Bahnhof verkehrte. 1910 verlängerte man die Strecke bis nach Bierstadt und errichtete neben dem benachbarten Faulbrunnen ein Depot. Nach dem Abriss des Hauptgebäudes der ehemaligen Infanterie-Kaserne 1911 entstand auf dem südlichen Teil des freigewordenen Areals 1916 das Lyzeum II (heute: Elly-Heuss-Schule). Die Fläche davor erhielt den Namen „Boseplatz“. In den 1920er Jahren entstand in einer neuen Gleisschleife der Linie 7 ein großer Sport- und Spielplatz. 
Im März 1945 kam der Straßenbahnverkehr zum Erliegen, auch die Wagenhalle war wegen Bombenschäden nicht mehr nutzbar. Erst im Mai 1948 wurde der Betrieb wieder aufgenommen. Auf dem westlichen Ast der Linie 7 in Richtung Dotzheim eröffneten die Stadtwerke Wiesbaden im Dezember die erste Oberleitungs-Buslinie der Stadt. Seit den 1950er Jahren wurde die Fläche über viele Jahre als Parkplatz genutzt. Entlang der Schwalbacher Straße entstand nach langen Debatten „eine moderne, dem Stadtbild angepasste Tankstelle“. 
Von der Kaserne blieb an der Bleichstraße bis in die 1960er Jahre der sog. „Rote Bau“ erhalten, in dem in der Nachkriegszeit eine Volksküche für Schulspeisungen eingerichtet worden war. Wegen des geplanten Neubaus des Kaufhauses Horten an der Kreuzung Kirchgasse – Friedrichstraße bekam 1966/1967 das dort ansässige, zur Warenhauskette gehörende Kaufhaus Köster auf diesem Teil des Platzes einen flachen provisorischen Ersatzbau, der später als Jugendverkehrsschule diente und erst im März 2011 abgerissen wurde. 
Die Planung einer Fußgängerzone in der Wiesbadener Innenstadt erforderte ein neues Konzept der Linienführung des ÖPNV. Auf gegenläufigen Einbahnstraßen, der parallel verlaufenden Dotzheimer-/Luisenstraße und Friedrich-/Bleichstraße, bündelte man 1969 einen großen Teil der Buslinien und richtete auf ganzer Länge durchgehende Busspuren ein. Der Platz erhielt damit die Funktion einer zentralen Bushaltestelle, da er in diesem System auf der nach Westen führenden Hauptachse lag, die hier die Linien der Schwalbacher Straße kreuzte. Die Haltestellenanlage „Platz der Deutschen Einheit“ bekam eine flache Dachkonstruktion, die an zwei Pylonen aufgehängt war. Es gab Betriebsräume von ESWE Verkehr, einen Kiosk, einen festen Imbiss und öffentliche Toiletten, gleichfalls befanden sich dort die Räumlichkeiten der Jugendverkehrsschule, die das flache Dach des Kaufhausprovisoriums als Übungsgelände nutzte. Im Bereich der Helenen- und Bleichstraße wurden Endhaltestellen mit Wartepositionen eingerichtet. Im Rahmen der städtebaulichen Gesamtplanung Wiesbadens wurde die Schwalbacher Straße in beiden Richtungen für den Straßenverkehr großzügig ausgebaut. Da die Einkaufsstraßen in der gegenüberliegenden Fußgängerzone lagen, realisierte man einen vom Straßenverkehr unabhängigen Zugang zur zentralen Haltestellenanlage durch eine Fußgängerunterführung.

## Umgestaltung und Bau der Sporthalle
Mit der Zeit verlor der Platz insbesondere der Haltestellenbereich zunehmend an Attraktivität. Eine offene Trinker-Szene prägte immer stärker das Bild. Spätestens ab 2007 hielten sich dort rund um die Uhr stark alkoholisierte Personen auf. Dies führte schließlich zur Entscheidung, den Platz umfassend umzugestalten. Nach den im November 2010 vom Stadtparlament beschlossenen Plänen wurde auf dem Platz eine Dreifelder-Schulsporthalle errichtet, die auch Ballspiele für den Ligabetrieb erlaubt. Als Vorbereitung der Baumaßnahmen wurden im Dezember 2010 zunächst die verschiedenen Bus-Haltepositionen von der Platzmitte in die Schwalbacher Straße und die Bleichstraße verlegt. Der Parkplatz wurde aufgegeben, die Unterführung geschlossen und schließlich die Bebauung abgerissen. Der neue Gebäudekomplex, zu dem auch mehrere Ladengeschäfte und ein an der Schwalbacher Straße liegendes Geschäftshaus gehört, wurde am 5. Juli 2014 eröffnet. Die Halle wird wie geplant von der Elly-Heuss-Schule als Schulsporthalle und als neue Heimstätte des Volleyballclubs Wiesbaden (VCW) genutzt. Heute erinnern lediglich die oberirdischen Überreste der Unterführung auf der Ostseite an die frühere zentrale Funktion des Platzes..

## Quartiersplatz
Zwischen dem Polizeirevier an der Bertramstraße und der Sporthalle ist ein verkehrsfreier Platz entstanden, dessen Gestaltung im Herbst 2015 abgeschlossen wurde. Unter dem Platz fließt der Wellritzbach in einem Flutkanal. Dieser besitzt einen „Bypass“, sodass ein Teil des Wassers im Sommerhalbjahr an die Oberfläche treten kann und nach 75 Metern im Südosten wie zuvor unterirdisch in Richtung Salzbach geleitet wird.
Der in der Planung als „Stadtplatz“ bezeichnete Bereich zwischen Sporthalle und Elly-Heuss-Schule wurde zum größten Teil noch nicht gestaltet. Bisher wurde nur ein schmaler Streifen entlang der Sporthalle ausgebaut, der zudem in einer Treppe endet. Radfahrer, die von der zur Fahrradstraße umgewidmeten Bertramstraße kommen, müssen daher den ehemaligen Bürgersteig entlang des Lehrerparkplatzes der Schule nutzen. Zwischen beidem befindet sich ein schmaler Streifen, der im September 2016 im Rahmen der „Kulturtage Westend“ von Anwohnern bepflanzt wurde.